# Chiesa di San Donato a Cortecchio
La chiesa di San Donato a Cortecchio era un edificio religioso situato nel territorio comunale di Civitella Paganico. La sua esatta ubicazione era nelle vicinanze della frazione di Casale di Pari, presso la località di San Donato.

## Storia e descrizione
Di origini medievali, la chiesa è citata in vari documenti del XII secolo, il primo dei quali datato 1143, in cui viene ricordata la sua dipendenza dall'Abbazia di San Lorenzo al Lanzo. Rimasta in funzione almeno fino a tutto il Quattrocento, iniziò a decadere nel corso delle epoche successive, tanto che durante il Cinquecento fu costruita la nuova chiesa di San Donato a Casal di Pari, la cui intitolazione fu scelta per ricordare la più antica chiesa oramai abbandonata.
Dell'antica chiesa, di cui sembravano perse completamente le tracce, sono stati identificati alcuni resti negli anni settanta del secolo scorso, proprio nella località di San Donato che era già stata accertata come esatta ubicazione dell'edificio religioso di origini medievali: secondo alcune ipotesi, tra cui quelle del Petri, questi resti apparterrebbero alla perduta chiesa.